# Битка код Шазара
Битка код Шазара вођена је 1111. године између крсташке војске под Балдуином I са једне и муслиманске војске под Мавдудом са друге стране. Део је крсташких ратова, а завршена је неодлучним исходом.

## Битка
Хришћанску војску чиниле су армије Јерусалимске краљевине, кнежевине Антиохије, грофовије Едесе и грофовије Триполи. Мавдуд покреће поход на муслимане и зауставља се код Шазара. Крсташке снаге под Балдуиновим вођством нападају Мавдуда. Крсташке снаге су присиљене на повлачење, али су све време одбијале нападе Мавдудових снага. На крају се муслиманска војска разишла. Овом битком завршен је Мавдудов поход и заустављени муслимански напади на Едесу и Антиохију за неко време.